# Seagate Technology
Seagate Technology è il secondo produttore di dischi rigidi al mondo, fondata nel 1979 da Alan Shugart con sede a Cupertino in California (USA). La società è registrata alle Isole Cayman.
I loro dischi rigidi sono usati nei computer server, desktop e palmari, ma anche nei DVR (Digital Video Recorder: Registratori video digitali), nella Xbox e nei lettori audio portatili (linea Creative Zen Micro). Seagate è il secondo produttore di dischi rigidi più longevo, dopo il suo concorrente Western Digital.

## Storia
- Nel 1992 introduce il primo disco da 7200 giri al minuto.
- Nell'aprile del 2006 rilascia un disco rigido dalla capacità di 750GB da 3,5 pollici, il primo ad usare la tecnologia a "registrazione perpendicolare".
- Sempre nel 2006 acquisisce la rivale Maxtor e propone la tecnologia HAMR che consentirà di raggiungere capienze di 2,5TB. La commercializzazione partirà nel 2009.
- A settembre del 2006 compie un record di 421 Gbit per pollice quadrato di densità di immagazzinamento dati.
- Nel luglio 2007 ha annunciato la dismissione degli hard disk Parallel ATA per il 2008.[1]
- Il 22 aprile 2008 annuncia la commercializzazione del suo miliardesimo disco rigido, primo produttore a raggiungere questa soglia di vendita.[2]
- Nel 2011 acquisisce la sezione hard disk della Samsung; con questo, detiene il 40% del mercato (seconda dopo Western Digital).